# Nicolas Blasset
Nicolas Blasset, né à Amiens en 1600 et mort en 1659, est un sculpteur français auteur de plusieurs œuvres dans la cathédrale d'Amiens.

## Biographie

### Famille et formation
Fils de Philippe Blasset, Nicolas Blasset est issu d'une lignée de tailleurs d'images et de sculpteurs amiénois; ses oncles, ses cousins, son père étaient sculpteurs. Il apprit d'eux l'art de la sculpture mais étudia également l’œuvre des grands maîtres de la Renaissance, Jean Goujon, Germain Pilon... il connaissait également les œuvres de sculpteurs des Pays-Bas méridionaux, de Gand, Malines ou Anvers.

### Carrière artistique
Il vécut toute sa vie à Amiens, devint un notable de la ville et y créa la quasi-totalité de son œuvre d'inspiration religieuse presque exclusivement.
Il fut reçu maître sculpteur et membre de la Confrérie du Puy Notre-Dame d'Amiens en 1625. La ville d'Amiens le chargea la même année du décor installé pour l'entrée solennelle de la reine Henriette d'Angleterre, ce fut là sa première d'importance.
Nicolas Blasset fut également architecte, couvreur et plombier. On lui doit en 1628, la couverture  en plomb de la flèche de la cathédrale d'Amiens. Il dirigea également certains travaux à la citadelle de la ville. Il fut également chargé de la construction du couvent des dames de Moréaucourt installées à Amiens à la suite des invasions espagnoles.
En 1637 il fut nommé architecte et sculpteur ordinaire du roi.
Il mourut de maladie en 1659.
On reconnaissait dans les statues de Blasset, l'élégance et la légèreté des draperies mais on trouvait qu'elles manquaient parfois de sentiment religieux.

## Œuvres

### Cathédrale Notre-Dame

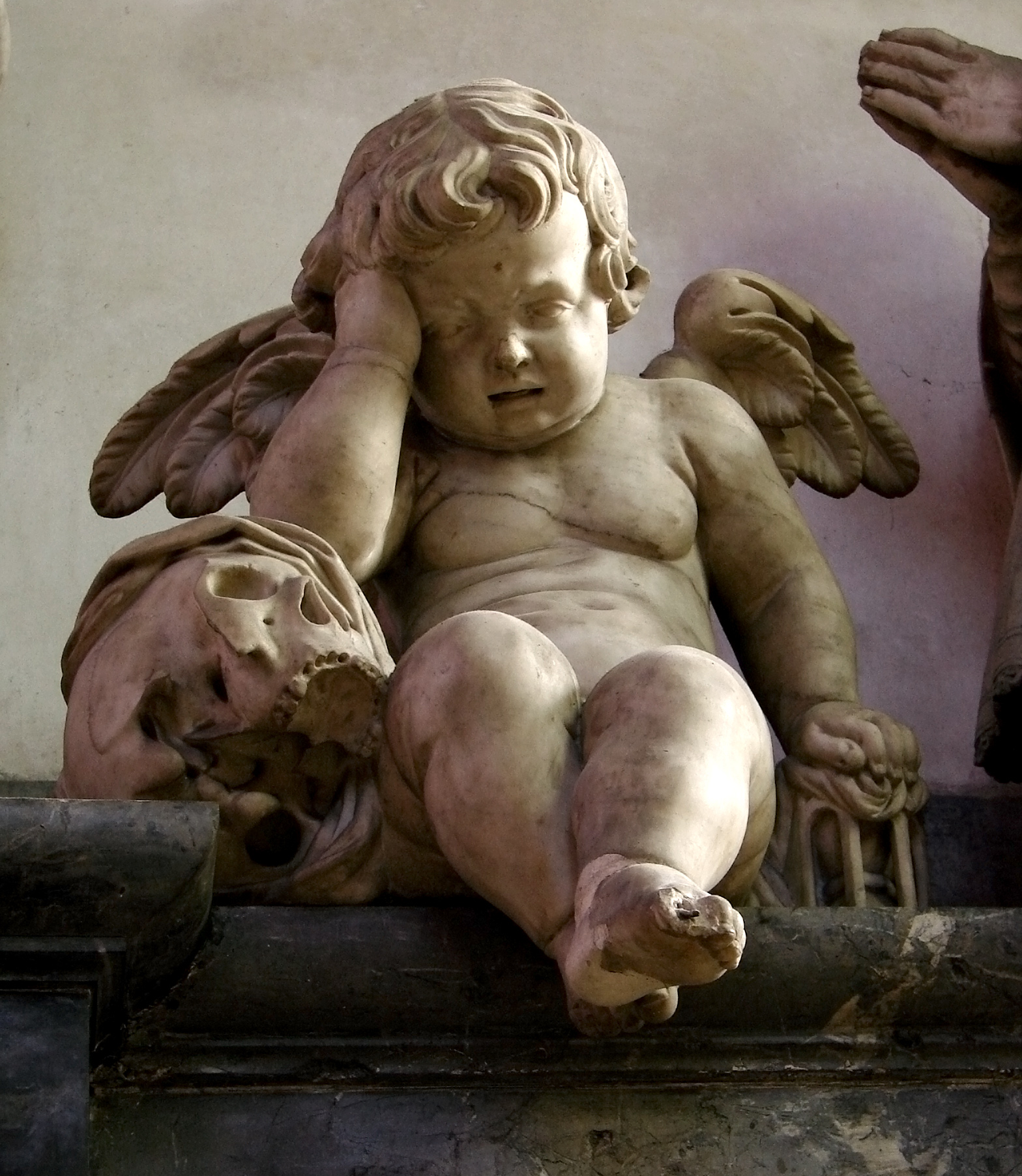
L'Ange pleureur (cathédrale d'Amiens)

- Statue de Judith levant la tête d'Holopherne (1627), dans la chapelle du Pilier rouge[5].
- Statue de la Vierge à l'enfant
- Statues de David et de Salomon assis
- Statue de Saint-Louis (1634), dans la chapelle Saint Sébastien[5].
- Monument funéraire de Jean de Sachy et de Marie de Revelois.
- Tombeau d'Antoine Niquet.
- Retable de l'Annonciation (1655) dans la chapelle de l'Annonciation.
- Statue de l'Assomption de la Vierge (1637)
- Tombeau du chanoine Guilain Lucas[6] avec la statue de l'Ange pleureur (1636), œuvre la plus célèbre du sculpteur. Il a l'apparence d'un enfant ailé pleurant et s'appuyant sur un crâne. Six ans après l'exécution du monument funéraire du chanoine philanthrope Guilain Lucas, installé au revers du maître-autel de la cathédrale Notre-Dame d'Amiens, Blasset l'ajoute entre la statue priante du chanoine et la Vierge à l'Enfant[7].

Les représentations de cet angelot ont fait le tour du monde lors de la Première Guerre mondiale par l'envoi de cartes postales à son effigie, par des soldats britanniques du Commonwealth ou américains à leur famille.

### Église Saint-Rémi
- Monument funéraire de Nicolas de Lannoy et de Magdelaine de Mutterel (1631)[8],[Note 1], il fut restauré en 1847 (feuillage des chapiteaux et des pilastres, ornement de la frise de l'enfeu) et fut démonté en 1889 pour être remonté dans la nouvelle église Saint Rémi. Les ornements en bronze doré ont disparu à la Révolution. Le tombeau fut élevé du vivant des commanditaires, seul le cœur de François de Lannoy y fut porté en 1631[9],[Note 2]
  - Une inscription précise que le monument est offert aux religieux cordeliers en 1631 dans le chœur de l'église, largement financée par les membres de la famille de Lannoy, depuis 1484. L'artiste emprunte au modèle des tombeaux royaux, les priants, les transis et les vertus cardinales pour produire une œuvre unique dans le Nord de la France, le tombeau à double représentation. Très proche des tombeaux parisiens contemporains pour les priants. C'est l'œuvre la plus aboutie de l'artiste qui nous soit parvenue[2].
- La Vierge de Rocroi, offert par le Grand Condé après la Bataille de Rocroi[10],[Note 3]. De son véritable nom, Notre-Dame de la Victoire, cette statue fut placée à la demande du prince de Condé dans la chapelle de l'Abbaye Saint-Jean-des-Prémontrés d'Amiens, comme ex-voto après la Bataille de Rocroi, un des religieux de cette abbaye lui ayant prédit la victoire. L'entrepreneur Bruno Vasseur acquit cette œuvre à la Révolution française et la revendit, en 1832, au curé de la paroisse Saint-Rémi[4].